# ماگا از شاراسین
ماگا از شاراسین (انگلیسی: Maga of Characene; ۱ ژانویهٔ ۰۲۰۰ – ۱ ژانویهٔ ۰۳۰۰) یکی از پادشاهان پادشاهی میشان، ایالتی تحت سلطه شاهنشاهی اشکانی و شهر تجاری مهم در خلیج فارس بود.